# NGC 5801
NGC 5801 este o galaxie spirală situată în constelația Balanța. A fost descoperită în 10 iunie 1885 de către Francis Leavenworth.